# Arancou
Arancou är en kommun i departementet Pyrénées-Atlantiques i regionen Nouvelle-Aquitaine i sydvästra Frankrike. Kommunen ligger i kantonen Bidache som tillhör arrondissementet Bayonne. År 2022 hade Arancou 183 invånare.

## Befolkningsutveckling
Antalet invånare i kommunen Arancou
| Referens: INSEE |